# Mengistu Haile Mariam
Mengistu Hailé Mariam (amhàric: መንግስቱ ኃይለ ማርያም) (Walaita, 21 de maig de 1937) és un militar i polític etíop, tinent coronel de l'exèrcit d'Etiòpia, líder del Consell Administratiu Militar Provisional (conegut com a Derg), la junta militar que va assumir el poder després de l'enderrocament de l'emperador (negus) Haile Selassie, entre els anys 1974 i 1987, i president de la República Democràtica Popular d'Etiòpia des de 1987 a 1991, quan va ser derrocat.
Secretari General del Partit dels Treballadors d'Etiòpia (el partit únic, de caràcter marxista-leninista; 1984-91), i anomenat a vegades Negus Roig, la seva gestió interna va estar marcada per una col·lectivització d'inspiració soviètica, fams massives que van provocar a prop d'un milió de morts (de les que els anticomunistes responsabilitzen directament el mateix Mengistu), una constant repressió, diversos aixecaments contra el seu règim o més aviat contra l'estat central, i la fase més cruenta de la guerra de la independència d'Eritrea, mentre que l'exterior va ser dominada per la invasió somali de 1977-1978.
En l'actualitat, viu en exili a Zimbabwe, acollit pel president Robert Mugabe. El 2006 la justícia etíop el condemnà (in absentia) dels càrrecs de genocidi durant l'anomenat Terror roig etíop i el va condemnar a mort (2008), encara que ha negat constantment les esmentades acusacions. El judici s'ha fet sota el govern dels que el van enderrocar que són responsables de moltes violacions dels drets humans i limitacions de la llibertat política.

## Primers anys
Mengistu descendeix per part de mare de Kebede Tesemma, un noble i alt funcionari de la Cort imperial de Menelik II, però el seu pare era un antic esclau alliberat, al servei d'Afenegus Eshete Geda, un aristòcrata que era un governador subprovincial, al sud del país.
D'acord amb el periodista nord-americà Paul B. Henze, qui va publicar una entrevista a Mengistu l'any 2000, aquest hauria desenvolupat un sentiment d'inferioritat des de la seva infantesa per ser notòriament més "fosc" que el comú dels habitants de l'altiplà etíop. Aquest sentiment s'hauria incrementat als Estats Units, mentre rebia instrucció militar, ja que hauria sofert discriminació racial (que era habitual a les hores als Estats Units), la qual cosa hauria influït en el seu sentiment antinord-americà.
La carrera militar de Mengistu va començar a inicis de la dècada de 1960, quan va ingressar a l'Acadèmia Militar d'Oletta, una de les dues acadèmies militars d'Etiòpia, de la qual es va diplomar el 1966. Posteriorment va ser enviat a rebre entrenament avançat a sengles cursos a Fort Leavenworth, als Estats Units, d'on va tornar el 1971. En aquest període hauria simpatitzat amb el Moviment Afroamericà dels Estats Units, i és quan hauria pres forma la seva filosofia de tipus estalinista.

## Revolució de 1974
Vers el 1974 Etiòpia travessava una profunda crisi social i política, provocada per una severa fam i per les derrotes militars a mans dels rebels d'Eritrea, generant un gran descontentament popular, promogut principalment pel Partit Revolucionari del Poble Etíop (PRPE) i pel Moviment Socialista Panetíop (MEISON), considerats proxinès i prosoviètic.
Una sublevació de militars de baixa graduació va canalitzar aquest descontentament, i el 12 de setembre de 1974 van enderrocar al govern d'Haile Selassie, sent Mengistu un dels seus líders. El país va quedar a càrrec d'una Junta Militar denominada Comitè de Coordinació de les Forces Armades, la Policia i l'Exèrcit Territorial, coneguda com a Derg (comitè o consell en llengua ge'ez), un govern provisional atípic compost per 108 membres i presidit pel general Aman Andom, i del qual Mengistu formava part.
Després d'una sèrie de conflictes interns a l'interior del Derg, el novembre de 1974 el general Aman Andom va ser deposat i executat, al costat d'adherents i funcionaris de l'antic règim d'Haile Selassie. Fou nomenat com a cap d'Estat el general Tafari Benti, proper a Mengistu, que aboliria oficialment la monarquia i declararia la instauració d'un govern socialista. Mengistu va clamar públicament contra els enemics de la revolució i va donar pas una purga rigorosa que va delmar les files del PRPE i del Derg. Amb la col·laboració del MEISON va organitzar milícies armades que van clausurar les universitats i van perseguir tot dissident catalogat com a tal pel govern o pel Moviment Panetíop.
El 27 d'agost de 1975 el deposat negus d'Etiòpia, Haile Selassie, moria en circumstàncies no aclarides a l'edat de vuitanta-tres anys. Oficialment es va declarar que la mort es va deure a complicacions després d'una operació a la pròstata. Tanmateix, els seus partidaris assenyalen que va ser assassinat per ordre de Mengistu.

## El Terror Roig
El novembre de 1977, després d'un atemptat en plena reunió del Derg, que posaria fi a la vida del general Tafari Benti i alguns dels seus seguidors, Mengistu va adquirir el lideratge indiscutible del país, sent nomenat president i cap d'Estat. Va consolidar la seva posició després de l'execució del seu antic col·laborador, el coronel Atnafu Abate, acusant-lo d'"enemic de la revolució". El poder total assolit per Mengistu va despertar la resistència del PRPE, que el van acusar de tenir una ideologia totalitària comunista i de ser el responsable dels atacs als seus opositors.
Entre els anys 1977 i 1978, va dur a terme purga coneguda com a Terror roig etíop, destinada a eliminar l'oposició interna al seu govern. Inicialment es va enfocar contra el Partit Revolucionari del Poble Etíop (PRPE), el qual és presentat en alguns cercles com oposat a l'autoritarisme de Mengistu, però realment un partit comunista clàssic d'orientació maoista. Per a aquests efectes, es va servir del Moviment Socialista Panetíop (MEISON) amb la creació de milícies armades, les quals responien personalment davant d'ell, sense consultar el Derg. Posteriorment, va enfocar la repressió contra el mateix MEISON quan es va distanciar de la línia prosoviètica.
El 1978 la Somàlia de Siad Barre va envair Etiòpia, amb el suport de les guerrilles d'Ogaden. Cuba va enviar un contingent militar que va aconseguir, de forma conjunta amb les forces etíops, derrotar els secessionistes. Paral·lelament, els cubans ajudaren els etíops a combatre a les guerrilles d'Eritrea al nord del país.

## Govern i Organització del Nou Estat
A partir de llavors, aprofitant el suport econòmic, tècnic i militar de la Unió Soviètica i Cuba, Mengistu va governar Etiòpia gairebé sense oposició, duent a terme una sèrie de reformes polítiques i econòmiques, amb la pretensió de superar el retard econòmic del país, heretat del règim feudal d'Haile Selassie.
Durant el seu govern es va continuar amb les polítiques tendents a combatre l'analfabetisme que caracteritzava històricament el país. En el decenni entre 1975 i 1985 el país va passar de menys del 10% de població alfabetitzada en l'era imperial, a un 63% el 1985. En el mateix període l'escolarització en va augmentar d'uns 957.300 a prop de 2.450.000 de nens.
El 1978, el seu govern va dur a terme la "Campanya Nacional De Desenvolupament Revolucionari", buscant expandir l'agricultura i augmentar la producció industrial. La reforma agrària es va fer per mitjà de la creació de granges estatals i el foment a la producció industrial mitjançant la seva nacionalització. En aquest període, malgrat el declivi econòmic i uns dèficits anuals superiors al 14%, el Banc Mundial va continuar prestant assistència al govern de Mengistu, que també va rebre abundants ajuts estrangers, el que deixa entendre que la seva política podia ser encertada doncs es fa difícil pensar que el Banc Mundial o estats estrangers finançarien polítiques errònies comunistes.
No obstant això, les esmentades polítiques van resultar ineficients per enfrontar les conseqüències de la sequera que va assolar el país a començaments dels anys 1980 i que va derivar en la greu fam de 1984, que va deixar prop d'un milió de morts, i cents de milers de refugiats. Mengistu va denunciar la comunitat internacional per no fer res per evitar la catàstrofe deguda exclusivament a la sequera. Per la seva part, els governs occidentals es mostraven refractaris a ajudar un govern marxista-leninista, acusant Mengistu d'emprar els donatius en la compra d'armes per prosseguir la repressió a Eritrea i valer-se de la gana com una arma contra els rebels.
Donada l'absència d'una formació política de caràcter nacional, el 1984 es va crear el Partit dels Treballadors d'Etiòpia (PTE), amb Mengistu com a secretari general. El 1987, va ser aprovada en un plebiscit, pel 81% dels vots, la primera Constitució política del país. La Constitució establia que el país passaria a anomenar-se oficialment República Democràtica Popular d'Etiòpia, aprovant el paper del PTE com força dirigent de la societat. Al seu torn es convocava a eleccions al Shengo (Assemblea Nacional) aquell mateix any, els candidats al qual no necessitaven ser membres del PTE. El 1987 l'Assemblea Nacional va elegir a Mengistu com el primer president constitucional d'Etiòpia.

## Conflictes i caiguda
A finals de 1980 amb l'evacuació dels soldats cubans, i limitada l'ajuda militar i econòmica de la Unió Soviètica, l'exèrcit etíop va perdre tot el territori guanyat a Eritrea. El 1988, el Front Popular d'Alliberament d'Eritrea es va apoderar de la ciutat d'Afabet i el 1990 va capturar el port de Massawa. El 1989 Meles Zenawi, dirigent del Front Popular d'Alliberament de Tigre, un petit grup regional que fou armat i entrenat pel Front Popular d'Alliberament d'Eritrea després de 1975 i que havia aconseguit progressivament el domini de la major part de la regió Tigre, es va aliar a altres moviments polítics o militars d'altres regions etíops per formar el Front Democràtic Revolucionari del Poble Etíop, el qual després d'una guerra civil va aconseguir capturar el febrer de 1991 les ciutats de Gondar i Gojam. El 23 de maig de 1991, les tropes rebels de Zenawi van entrar a Addis Abeba, enderrocant Mengistu, que va buscar asil polític a Zimbabwe, sent acollit per Robert Mugabe.

## Condemnes en l'exili
Els intents dels posteriors governs etíops d'assolir la seva extradició per genocidi han fracassat fins al moment.
El 12 de desembre de 2006, Mengistu va ser declarat culpable de genocidi. Després d'un procés de dotze anys, el Tribunal Suprem Federal d'Etiòpia va condemnar en veredicte unànime a Mengistu pels càrrecs de genocidi, crims contra la humanitat, homicidi, empresonament il·legal i confiscació il·legal de propietat privada. L'11 de gener de 2007 es va fer pública la sentència que el va condemnar a cadena perpètua. El 26 de maig de 2008 és condemnat a mort pel Tribunal d'Apel·lació.
El 2010 va anunciar la publicació de les seves memòries, escrites en amhàric.

## Condecoracions
Mengistu Haile Mariam va rebre diverses condecoracions:
- Ordre de José Martí de la República de Cuba.[14]
- Medalla d'Or Frédéric Joliot-Curie del Consell Mundial de la Pau, el 1978.[15]
- Ordre de Playa Girón de la República de Cuba el 1978 por «la seva valerosa lluita contra l'imperialisme i la reacció, la seva promoció de mesures radicals en benefici del poble i les seves extraordinàries contribucions a la victòria de l'Àfrica contra totes les formes d'opressió.»[16]
- Orde de la Revolució d'Octubre de la Unió de Repúbliques Socialistes Soviètiques el 1980.[17]